# Фридрих Вильгельм I (герцог Саксен-Веймара)
Фридрих Вильгельм I Саксен-Веймарский (нем. Friedrich Wilhelm I von Sachsen-Weimar; 25 апреля 1562, Веймар — 7 июля 1602, Веймар) — герцог Саксен-Веймарский с 1573 года, «администратор Саксонского курфюршества» в 1591—1601 годах.

## Биография
Фридрих Вильгельм — старший сын герцога саксен-веймарского Иоганна Вильгельма и Доротеи Сусанны Пфальцской. Когда в 1573 году умер отец, Фридрих Вильгельм был ещё слишком мал, поэтому было назначено регентство; чтобы изолировать детей от влияния матери регентом стал курфюрст Саксонии Август. Фридрих Вильгельм достиг совершеннолетия в 1583 году, однако править самостоятельно смог лишь после смерти опекуна в 1586 году.
Тем временем следующий курфюрст Саксонии, Кристиан I, будучи слабым телом и духом, умер в 1591 году в тридцатилетнем возрасте. Его сын Кристиан II был в это время ещё мал, и по воле покойного курфюрста Фридрих Вильгельм стал регентом страны, получив титул «Администратор Саксонского курфюршества». Перебравшись в Торгау, он забросил дела Саксен-Веймара, и там стал распоряжаться его младший брат Иоганн, введённый в правительство согласно законам Эрнестинской линии Веттинов.
В 1601 году Кристиан II достиг совершеннолетия, регентство Фридриха Вильгельма закончилось, и он вернулся в Веймар, однако из-за своей смерти в следующем году он не оставил заметного следа в дальнейшей истории своего родного герцогства.

## Семья и дети
5 мая 1583 года Фридрих Вильгельм женился в Веймаре на Софии Вюртембергской, дочери Кристофа Вюртембергского. У них было шестеро детей:
- Доротея Мария (8 мая 1584 — 9 сентября 1586)
- Иоганн Вильгельм (30 июня 1585 — 23 января 1587)
- Фридрих (26 сентября 1586 — 19 января 1587)
- Доротея София (19 декабря 1587 — 10 февраля 1645), княгиня-аббатиса Кведлинбургская
- Анна Мария (31 марта 1589 — 15 декабря 1626)
- умерший при родах сын (21 июля 1590)

София умерла при родах последнего ребёнка, и 9 сентября 1591 года Фридрих Вильгельм женился в Нойбурге на Анне Марии Пфальц-Нейбургской, дочери Филиппа Людвига Пфальц-Нейбургского. У них было шестеро детей:
- Иоганн Филипп (1597—1639), герцог Саксен-Альтенбурга, женат на Елизавете Брауншвейг-Вольфенбюттельской
- Анна София (1598—1641), замужем за герцогом Карлом Фридрихом Мюнстерберг-Эльсским (1593—1647)
- Фридрих (1599—1625), герцог Саксен-Альтенбурга
- Иоганн Вильгельм (1600—1632), герцог Саксен-Альтенбурга
- Доротея (1601—1675), замужем за герцогом Альбрехтом Саксен-Эйзенахским (1599—1644)
- Фридрих Вильгельм II (1603—1669), герцог Саксен-Альтенбурга, женат на Софии Елизавете Бранденбургской, затем на Магдалене Сибилле Саксонской.